# 友まっしぐら
『友まっしぐら』（ともまっしぐら）は、『コミックボンボン』2007年2月号から同年12月号まで連載されたサッカー漫画。原作七三太朗・作画飛永宏之。

## 登場人物
田中 友（たなか とも）
埼玉県ふじみ川市立快進中学校1年生でサッカー部所属。サッカーが大好きだが、とても下手。元霊媒師のおばあちゃんの能力のせいか、霊感がある？。
田中 優（たなか ゆう）
埼玉県ふじみ川市立快進中学校3年生でサッカー部マネージャー。
周藤　律（すどうりつ）
埼玉県ふじみ川市立快進中学校3年生サッカー部キャプテン。部員の実力を的確に見抜く。

## 書籍情報
1. 2007年7月発売[1] ISBN 978-4-06-332086-2
2. 2007年10月発売[2] ISBN 978-4-06-375103-1
3. 2008年1月発売[3] ISBN 978-4-06375111-6